# Dracena
Una dracena (en grec δράκαινα) en la mitologia grega és la femella del drac, de vegades amb característiques humanes. Entre els exemples es troben Campe, Ceto, Delfine, Equidna, Escil·la, Làmia (o Síbaris), Poena i Pitó (quan és representat com una dona).